# 安城駅 (京畿道)
安城駅（アンソンえき）は、大韓民国京畿道安城市にあった安城線の駅である。

## 歴史
- 1925年11月1日 - 開業[1]。
- 1944年12月1日 - 安城 - 長湖院間が不要不急線として廃止され、終着駅となる[2]。
- 1976年1月1日 - 無煙炭到着取扱駅に指定[3]。
- 1985年4月1日 - 旅客営業中止[4]。
- 1985年4月8日 - 配置簡易駅に降格[5]。
- 1989年1月1日 - 廃止[6]。